# Pfarrkirche Mautern an der Donau

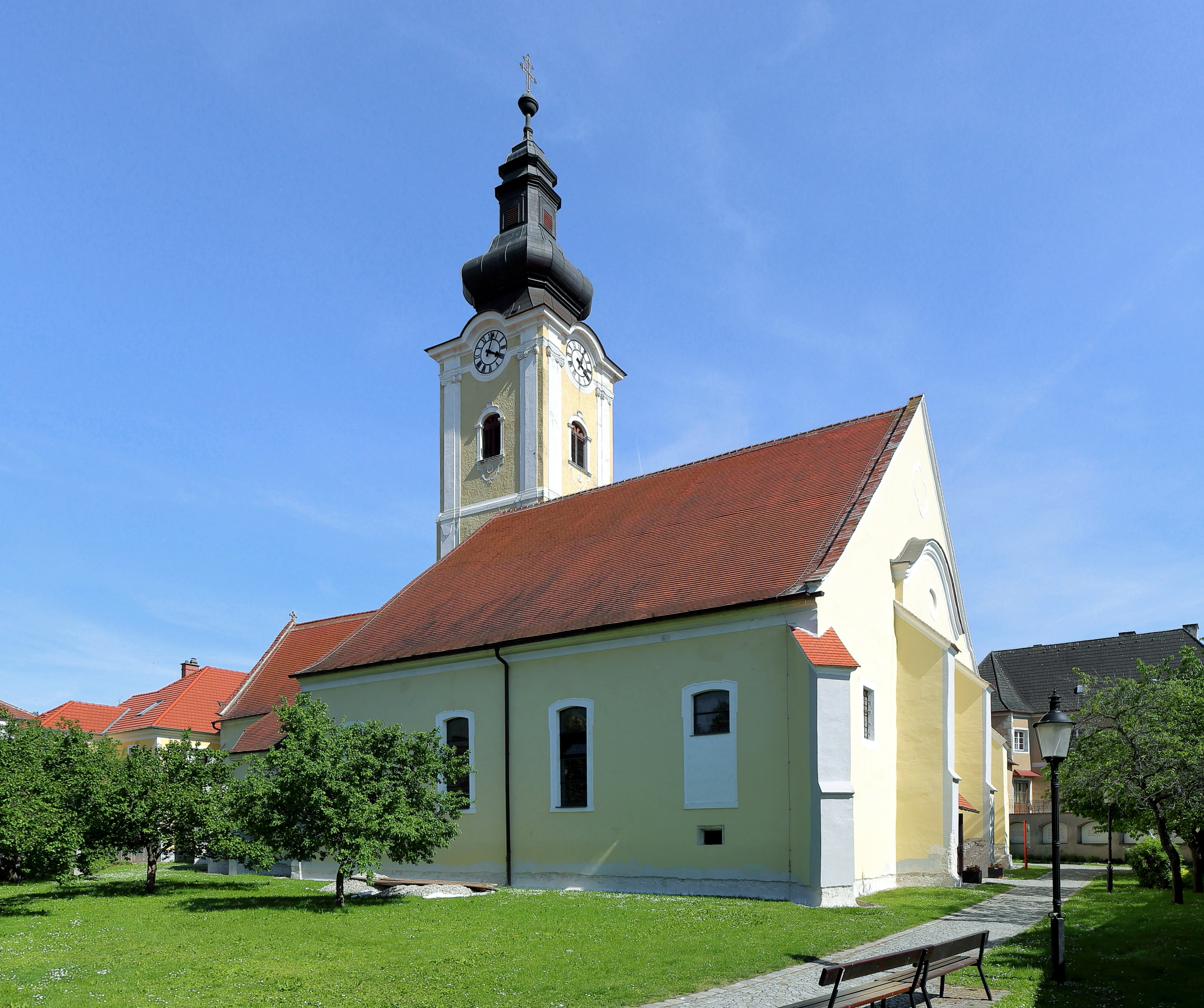
Pfarrkirche Mautern (Nordwestansicht)

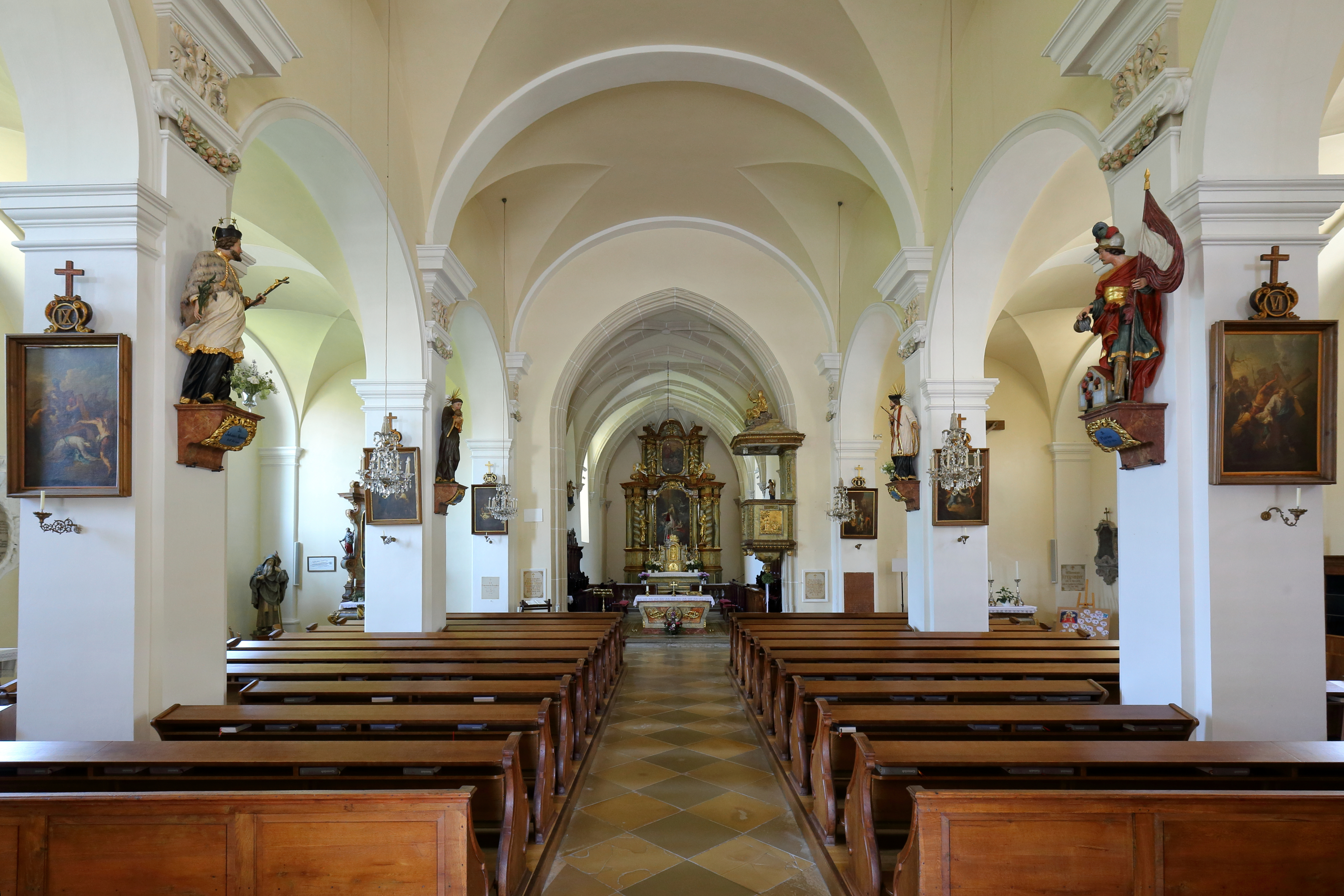
Innenansicht Richtung Chorraum

Die römisch-katholische Pfarrkirche Mautern an der Donau steht in der Stadtgemeinde Mautern an der Donau im Bezirk Krems-Land in Niederösterreich. Die dem Patrozinium des heiligen Stephanus unterstellte Pfarrkirche gehört zum Dekanat Göttweig der Diözese St. Pölten. Die Kirche steht unter Denkmalschutz (Listeneintrag).

## Geschichte
Durch das Wirken des spätantiken Missionars und Klostergründers hl. Severin von Noricum von 453 bis zu seinem Tod 482 in Mautern (Kastell Favianis) ist Mautern früh mit dem Christentum verbunden und entwickelte sich in der Endphase der Römerzeit zu einem geistig-religiösen Zentrum. Im Jahr 893 schenkte der König des Ostfrankenreiches Arnolf von Kärnten das Gebiet dem Stift Kremsmünster. Der erste Kirchenbau und die Pfarre entstanden zwischen 1045 und 1065. Im 11. Jahrhundert fand die Aufnahme der Pfarre in die Dotierung des Stiftes Göttweig statt, das Bischof Altmann im Jahr 1083 gründete. Im Jahr 1386 erfolgte die Inkorporation und um 1415 die Loslösung von der Stiftspfarre.
In der zweiten Hälfte des 14. Jahrhunderts erfolgte ein Neubau der Kirche, wobei die nördliche Chorseitenkapelle (Totenkapelle) älteren Bestandes ist (Ende 14. Jahrhundert). In den Jahren 1695/96 baute Carlo Antonio Carlone das Langhaus innen um und barockisierte es. Der mächtige, dreigeschoßige Kirchturm im südlichen Chorwinkel wurde über mittelalterlichen Kern von 1774 bis 1777 von dem Baumeister Karl Ehmann errichtet.
Die Orgel aus 1980 mit 18 Registern wurde von Gregor Hradetzky gebaut.